# 乌列尔·塞伯里
乌列尔·塞伯里（英語：Uriel Sebree，1848年2月20日—1922年8月6日）是美国海军职业军官，美国内战期间进入海军学院学习，一直服役到1910年再以海军少将军衔退役。他最广为人知的经历是先后两次前往北极探险，还曾出任美属萨摩亚代总督，并一度担任美国太平洋舰队总司令。
1867年从美国海军学院毕业后，塞伯里先后在多艘舰船上服役，然后再在海军首度派往北极探险的“北极星”号失踪后被派前往救援。这次救援行动只取得部分成功，因为北极星号上的人员是由英国船只所救，但受此次经历影响，塞伯里11年后再度获选，与温菲尔德·斯科特·雪利等人远征北极，营救阿道弗斯·格里利带领的探险队并取得成功。接下来，他又被任命为美属萨摩亚第二任代总督，但只过了一年就返回美国。1907年，塞伯里升任少将并出任引路人分遣舰队司令官，带队从美国东岸绕南美洲抵达美国西岸，而后成为太平洋舰队第2支隊司令官，接下来又当上整个太平洋舰队的总司令。1910年，塞伯里以少将军衔退役，再于1922年在加利福尼亚州科罗纳多的家中谢世，享年74岁。阿拉斯加州的塞伯里峰和塞伯里岛都是以他的姓氏命名。

## 早年经历和事业
1848年2月20日，乌列尔·塞伯里在密苏里州霍华德县的费耶特（Fayette）出生，他的父亲约翰·塞伯里是该县颇有名望的法官，《杰弗逊县论坛报》（Jefferson County Tribune）称他是“老霍华德县最富盛名的公民之一”，乌列尔是父母的长子，唯一的弟弟弗兰克·塞伯里（Frank P. Sebree）之后成为律师，此外没有兄弟姐妹。1863年7月23日，乌列尔在南北战争期间进入美国海军学院学习。1867年毕业后，他服役的第一站是卡南代瓜号战舰。接下来几年里塞伯里多次升职，于1868年当上少尉，1870年晋升中尉，1871年又成为上尉。1873年，他被调往独裁者号铁甲舰。
塞伯里早年军旅生涯期间曾参与针对北极星号探险队的第2次营救任务，这次任务对他之后的事业有所影响。1871至1872年，北极星号前往北极地区探险，计划抵达北极点:100，但从一开始就面临重重困难：探险队长查尔斯·弗朗西斯·霍尔（Charles Francis Hall）在出发后的第一年冬天就突然去世，死因疑点重重:162–165。次年，北极星号仍因冰封受困，无法踏上归途。幸存者还遇上猛烈的暴风雨，并被分散成两队，少量探险队员被困在因风暴受损的北极星号上，剩下的队员则流落在一块浮冰上:198。浮冰上的19名探险队员幸得民用捕鲸船蒂格雷斯号发现并救援:326–331，美国海军随即租下这艘汽船，希望能找到其他受困人员。救援队除船上原有的大部分平民船员外，还包括詹姆斯·格里尔（James A. Greer）带队的8名海军军官，塞伯里上尉也是其中一员。
这次营救任务是美国海军历史上首次正式涉足北极探险，包括北极星号在内的以往数次探险都是由平民引领。蒂格雷斯号于1873年从纽约启航，先是抵达纽芬兰与拉布拉多省的圣约翰斯，然后在经过格陵兰的戈德港（Godhavn）和乌佩纳维克后沿海岸线继续北上。救援队先后在北星湾（North Star Bay）、诺森伯兰岛（Northumberland Island）和哈森斯湾（Hartstene Bay）搜索，但一无所获，之后在利特尔顿岛（Littleton Island）首度找到探险队的踪迹，北极星号曾在此过冬，留下的营地此时已由因纽特人占据。营救人员得知，北极星号已经毁坏，探险队员用打捞上来的物品组装临时救生艇并乘船南下。根据这一线索，蒂格雷斯号前往搜索巴芬岛至坎伯兰湾（Cumberland Sound）海岸线，然后又从格陵兰的伊维赫图特（Ivigtut）搜寻至菲斯克奈瑟（Fiskenæsset）和戴维斯海峡，再返回圣约翰斯补充燃料。抵达圣约翰斯后，蒂格雷斯号得知北极星号的其他幸存者已获英国船只救援，搜救工作至此结束。返回纽约后，蒂格雷斯号又转回民用。
北极之行结束后，塞伯里被调到富兰克林号护卫舰服役3年。1878年，他又转至贝奇号汽船，与美国海岸调查局合作。次年，他首度成为舰只司令官，先后统领美国海岸调查局的西利曼号帆船和托马斯·格德尼号测量船，并在托马斯·格德尼号工作近3年后于1882年转调布鲁克林号战舰。1883年，塞伯里统领平塔号拖船受命前往阿拉斯加州，这也是他首度当上海军舰船司令官。

### 军事法庭
1883年10月3日，准备启程前往阿拉斯加州的平塔号在南塔克特近海与民用双桅船“泰利豪号”（Tally Ho）相撞。撞船时塞伯里不在甲板上，所以他对此没有直接责任，但据传他在指挥平塔号离开前没有对另一艘船是否受到破坏做出充分认定。塞伯里于11月受到起诉，军事法庭于12月认定他“在履行职责上效率低下且存在重大过失”，判他停职3年，外加海军部长的正式申斥。但部长威廉·钱德勒（William E. Chandler）认为这样的处罚过于严厉，因此将停职的处罚取消，只作公开申斥处理。塞伯里随后转调波瓦坦号巡防舰，但不是该舰司令官。

### 再赴北极探险和救援
登上波瓦坦号1个月后，塞伯里又被调到忒提斯号蒸汽捕鲸船担任副船长，准备随船第2次前往北极:123。早在1881年时，美国陆军的阿道弗斯·格里利（Adolphus Greely）中尉就曾赴北极探险，并在埃尔斯米尔岛北部（今属加拿大努納武特）建立基地。格里利等人留有3年口粮，并且预计1882和1883年都会有船送去补给，:22但这两年运送补给的船只都未能顺利抵达目的地。随着格里利的存粮逐渐减少，海军打算在1884年初出动另一支探险队，视实际情况来向格里利运送补给或执行救援。救援探险队由温菲尔德·斯科特·雪利带队，主舰是塞伯里担任副船长兼导航员的忒提斯号，随行船只除贝尔号蒸汽船外，还有从英国皇家海军借来的警报号战舰。包括塞伯里在内的许多军官都是因之前曾赴北极而获选执行这次任务。:118–125忒提斯号于1884年5月1日从纽约启程，船队缓慢通过满是冰层的梅尔维尔湾，寻找之前探险队的踪影，最终于1885年6月22日在萨宾角（Cape Sabine）找到格雷利探险队的幸存者，全部25名队员中仅有6人获救，并且还有1人在归途上死亡:223。雪利的船队起初是向乌佩纳维克前进，于1884年7月2日抵达，然后再返回美国，于同年8月1日停靠在新罕布什尔州的朴次茅斯。根据雪利之后的报告，如果他的队伍再晚到两天，剩下的6名队员将全部遇难。:257–272包括塞伯里在内的许多救援队员都因此行成名，即便事情已过去10年，《纽约时报》还是在1895年一篇庆祝美国海军学院50周年的报道中称塞伯里是该校最“著名”的毕业生之一，虽然同其他上榜人士相比，这时他的军衔还比较低。
救援任务结束后，塞伯里回到海军学院任教两年，然后再转调第13灯塔区，担任俄勒冈州和华盛顿领地的灯塔督察，于1889年晋升少校。

### 瓦尔帕莱索暴动和美西战争
1889年9月，塞伯里出任巴尔的摩号巡洋舰副舰长，再度成为雪利上校的下属。1891年10月，巴尔的摩号上官兵在瓦尔帕莱索遭暴民袭击，雪利和塞伯里这时还在船上服役，两人之后都在事件调查过程中作证。
1892年9月至1893年7月，塞伯里出任美国第3灯塔区督察助理，再于1893至1896年返回海军学院任教。接下来他短暂执掌惠灵号巡逻舰，然后成为忒提斯号蒸汽捕鲸船的司令官，随船在加利福尼亚州近海开展斟探作业。1897年，塞伯里升任中校。美西战争爆发后，他再度统领惠灵号在太平洋巡逻直至战争结束，具体监控范围包括阿拉斯加和阿留申群島海域，远离加勒比和太平洋主战场，所以没有经历过重要战事。战争结束后，塞伯里转至第12灯塔区担任督察。

## 美属萨摩亚
1901年10月9日，塞伯里晋升上校，同时受命前往美属萨摩亚接掌阿巴伦达号煤船，并担任美国海军图图伊拉基地司令官。3年后，他又升任上校。此时该基地司令官也相当于美属萨摩亚的总督，因为联邦国会这时还没有正式认定美国海军在当地政治运作中的作用，还要在多年后才正式设立总督职务。上任司令官本杰明·富兰克林·蒂利受到行为不检且酗酒的指控并在军事法庭上接受质询，海军因此派塞伯里前去继任。权力交接在案件审理期间进行，之后法庭虽裁定蒂利罪名不成立，但联邦政府并未因此收回成命。:139抵达摩萨亚后，塞伯里上校于1901年11月27日上任。

### 代总督
塞伯里对代总督职务的法律地位心存疑问，这与首任代总督蒂利截然不同。单从联邦政府的角度来说，他们都不过是图图伊拉海军基地的司令官，并且基地此时尚未建成，只不过蒂利同当地原住民酋长经商讨后签署的割让协议从理论上认可他管理当地居民的权力。塞伯里担心，除非联邦政府正式认定，否则他和其他代总督今后都有可能面临司法诉讼。:150–153为此他建议国会组建专责小组考量领地的法律地位，还请求助理海军部长前来美属萨摩亚面谈，但这两项请求都未获准:150–153。情况还在1902年3月变得更加模棱两可，塞伯里受命交出阿巴伦达号的指挥权，以便他能有更充足的时间和精力来处理基地司令官和“总督”的职责。面对这些命令，塞伯里表示他还不是萨摩亚的正式“总督”，即便要代理总督职务，他也应该取得适当的法律授权和证明文件:150–153。海军部对此没有直接回应，而是让他在3个月后执掌惠灵号巡逻舰。
虽有提出异议，但塞伯里仍然坚持行使领地总督的职责。联邦国会在他任职期间拨款3.5万美元，用于支付海军基地建设产生的相应债务，还计划在奥努乌岛修建灯塔。塞伯里接手后继续训练蒂利组建的地方民兵队“菲塔菲塔卫队”（Fita Fita Guard），并安排部分成员训练组成军乐队。他还努力改善当地农业，其间还曾请求农业部援助，但未获批准。:150–153

### 呈请建立民选政府及离职
为防萨摩亚农民受到剥削，蒂利曾采取一些控制措施。这些措施同其它因素共同影响，导致外来商人同萨摩亚地方民众之间的关系变得日益紧张。:150–153在萨摩亚开展研究的美国生物学家大卫·斯塔尔·乔丹博士（Dr. David Starr Jordan）对这种局面深感忧虑，为此他特地致信西奥多·罗斯福总统，请求在当地建立民选政府后，不要任命商人出任总督。此后不久，许多商人和当地居民（其中还包括一名萨摩亚税吏）呈请调整椰肉作物的征税方式，还要求中止以海军管辖领地的做法。多名国会议员收到呈请，加利福尼亚州联邦众议员朱利叶斯·卡恩（Julius Kahn）提出后得到大量媒体报道。诉求最终传到罗斯福总统耳中，但他决定不对此采取行动。:150–153
1902年12月16日，塞伯里获准休假返回美国照料因摔倒而受重伤的夫人。他的副手亨利·米内特（Henry Minett）暂时代理基地司令官一职，并因此代理美属摩摩亚总督职务，还成为惠灵号的司令官。埃德蒙·比尔兹利·安德伍德（Edmund Beardsley Underwood）获选继任塞伯里的职位，但政府并未马上做出此项决定并正式宣布，安德伍德因此暂时留在哥伦比亚特区，同塞伯里和罗斯福总统商讨管辖领地的方式。1903年5月，美国政府正式宣布由安德伍德继任塞伯里的职位。

## 后期经历

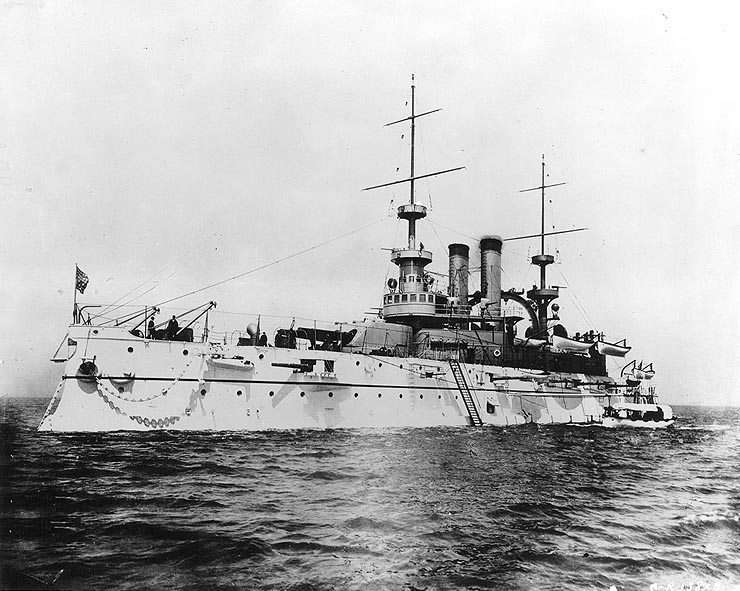
威斯康辛号战舰

塞伯里在妻子身体恢复后继续服役，于1903年2月11日当上威斯康辛号战舰司令官，该舰是太平洋舰队北分遣队的旗舰，舰队司令是罗伯利·埃文斯（Robley D. Evans）。塞伯里执掌期间，威斯康辛号在年度指标演习中成为整个舰队表示最优异的舰船之一。

### 尼科尔森攻击外国领事事件
1903年夏末，奥地利唐璜号巡逻舰主计官里斯沃斯·尼科尔森（Rishworth Nicholson）在中国烟台的一次舞会上攻击了一名德国领事，随后受到“醉酒”、“趋于道德败坏的可耻行径”和“说谎”的指控，并被带到威斯康星号接受军事法庭质询。塞伯里与另外6名军官认定尼科尔森第一项罪名成立，第二项控罪成立但程度较轻，第三项罪名不成立，刑罚相当于资历减少1年。3名军官（不包括塞伯里）写下补充意见，请求对尼科尔森宽大处理。
但是，亚洲分遣舰队司令埃文斯少将（Rear Admiral Evans）认为法庭判决太轻，要求重审。法庭经过重新审议决定维持原判，埃文斯为此以书面形式提出严厉批评，称法庭裁决是“对正义的嘲弄”，还称审案法官的所作所为比尼科尔森更应受谴责。埃文斯下令所有海军基地及太平洋所有美军舰只公布这份书面批评，文件还由包括《纽约时报》在内的多种民间报纸全文刊登。他还禁止曾公开要求宽大处理尼科尔森的3名军官参与今后的军事法庭审讯。多份媒体报道因此质疑，如果军事法庭制度的目标是公平公正，那么埃文斯是否应当拥有这样的权力。1903年9月下旬，被埃文斯点名批评的3名军官向海军部长威廉·亨利·穆迪（William Henry Moody）申诉，称埃文斯少将在未经军事法庭审理的情况下公开谴责他们的行为存在越权，要求对此提出起诉。1903年11月18日，穆迪拒绝接受申诉，埃文斯的决定继续维持。
争议期间，塞伯里一直没有公开发表看法，同时也无从得知他是否属于多数意见一方。埃文斯在书面批评中表示，他也不确定另外还有哪几位军官支持多数意见。由于这次谴责也针对尼科尔森案的庭审过程，《联合服务》（United Service）杂志主编发文为塞伯里辩护，称他的“整个海军服役生涯受到普遍推崇”，而且拥有“丰富的经验、良好的判断力、温和的脾性，以及最优异的纪录。”此后，塞伯里被调到位于罗得岛州的海军战争学院担任辅导员，并在灯塔局任书记。

### 58号灯台船事件
1905年12月，58号灯台船因遭遇风暴和机械故障被迫在南塔克特近海抛锚。船长詹姆斯·约根森（James Jorgensen）带领其他船员竭力奋战两天试图避免船只沉没，最终仍功败垂成，幸而船员均由阿泽利亚号灯塔维护船船长吉布斯（Gibbs）上校救下。根据海军条例，沉没船只的船员无权获得薪酬，因此58号灯台船的11名军官及其他船员在伤病恢复期间没有收入，直到他们开始在另一艘船上工作时止。船员向担任灯塔局书记员的塞伯里申诉，但他并没有权力满足他们的要求。这一事件引起强烈反响，以致军方不得不直接出面回应。最终，商务部长维克多·梅特卡夫（Victor H. Metcalf）对58号灯台船的船员给予表彰，并承诺“在将来的任命中优先考虑”他们。海军元帅乔治·杜威和塞伯里上校随后提议表彰吉布斯上校并为他加薪，他们的建议也获得批准。

### 引路人分遣舰队
1907年，塞伯里升任海军少将，成为分舰队司令官，舰队船只除他所在的旗舰田纳西号巡洋舰外，还有一艘华盛顿号巡洋舰。这支人称“引路人”的分遣舰队从纽约出发，经合恩角抵达加利福尼亚州。此行不但可以把舰只移交太平洋舰队，还能向南美洲多国政府展示美国海军最新的巡洋舰，被视为美国炮舰外交的范例。塞伯里在此期间先后同巴西总统阿方索·佩纳、秘鲁总统何塞·帕尔多·巴雷达（José Pardo y Barreda），以及美国在上述两国的外交使节正式会晤，还同智利及其他多个国家的代表见面。抵达加利福尼亚州后，引路人分遣队迎来新成员，另一艘华盛顿号巡洋舰，然后一起在美国西岸多个港口参加公关活动。外交任务结束后，引路人分遣队同后来加入的加利福尼亚号一起组建成太平洋舰队第2师，由塞伯里出任师长，舰队总司令由威廉·斯温伯恩（William T. Swinburne）少将担任。
1908年6月5日，正随田纳西号在加利福尼亚州近海进行航速测试的塞伯里险些丧命。当时他刚刚视察完右舷的锅炉房离开，房间内的一条蒸汽管道突然爆裂，两名军官当场死亡，另有10人受伤，其中3人伤重不治。据目击者报告，塞伯里及其他多名军官当时离开锅炉房还只有50秒。
1908年8月，太平洋舰队全体出动前往太平洋多个港口，执行类似一年前塞伯里率领引路人分遣舰队在南美洲执行的外交任务。斯温伯恩和塞伯里一路同来自夏威夷领地、菲律宾、西萨摩亚和巴拿马的领导人或代表见面。到访西萨摩亚首都阿皮亚时，塞伯里获赠一本萨摩亚风景纪念画册，以此向他在邻近的美属萨摩亚出任总督的经历致敬。

### 美国太平洋舰队总司令
1909年4月15日，太平洋舰队总司令斯温伯恩少将宣布退役，塞伯里于同年5月17日经任命继任。促进公关依然是舰队的主要目标之一，同年6月，太平洋舰队在阿拉斯加－育空－太平洋博览会参展。威廉·霍华德·塔夫脱总统主持博览会开幕式，另有许多美国权贵出席。

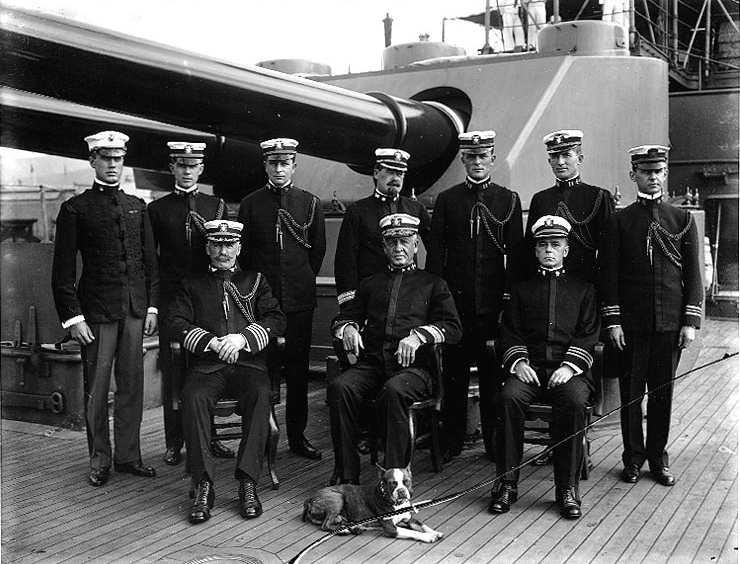
塞伯里少将与太平洋舰队军官合影

塞伯里退役前执行的最后一次任务是带领太平洋舰队走访东亚多个港口。舰队于1909年9月5日离开旧金山，向西前往菲律宾，路上仅有短暂停留。航速检测是此次旅程前期的主要目标，在他的带领下，全部8艘舰船中有6艘只花了略多于4天时间就抵达檀香山，创下新纪录。“科罗拉多号”和“西弗吉尼亚号”均因机械故障而延误，科罗拉多号因蒸汽管道爆炸导致两名船员丧生。接下来舰队又从夏威夷赶赴马尼拉，准备开展定靶训练和演习，同时进行清理和粉刷，再开始执行外交领域的主要任务，驶往日本横滨。舰队抵达日本后分散开来，分别前往神户，当时尚属英国控制的香港，以及中国吴淞，接下来舰队再返航回国。塞伯里退役前不久，太平洋舰队又拆分成两部分，一部分仍叫太平洋舰队，只是规模小一些，另一部分称为亚洲舰队，由约翰·哈伯德（John Hubbard）少将统领。1910年2月19日，塞伯里正式退役，太平洋舰队总司令一职由贾尔斯·哈伯（Giles B. Harber）少将继任。
塞伯里退役后不久，加利福尼亚州州长詹姆斯·吉列特（James Gillett）为他主持了一场告别晚宴，英国陆军元帅赫伯特·基奇纳也有出席。退役后，塞伯里继续关注海军事务。1916年，他在报告中称，美国海军落后于世界其他多支大型海军，称单艘无畏舰就足以令当时主要依靠潜艇自卫的太平洋舰队没有还手之力。大西洋舰队这时已经配备有无畏舰。
1922年8月6日，乌列尔·塞伯里在位于加利福尼亚州科罗纳多的家中去世，享年74岁。他和夫人安妮·“布里奇曼”·塞伯里（Anne Bridgman Sebree）都下葬在阿灵顿国家公墓。两人身后留有约翰·布里奇曼·塞伯里（John Bridgman Sebree，1889至1948年）一子，曾在海军陆战队服役。

## 荣誉
位于阿拉斯加州亚历山大群岛米特科夫島上的塞伯里峰（Sebree Peak），以及阿拉斯加州冰川湾的塞伯里岛（Sebree Island）都是以乌列尔·塞伯里命名。

## 扩展阅读
- Blake, E. Vale. . New York: Harper & Brothers. 1874  [2016-02-11]. ISBN 978-0-8154-1189-5.
- Clare, Israel Smith.  5. Chicago: The Werner Company. 1898: 1860–1861.
- Chadwick, French Ensor. . New York: Charles Scribner's Sons. 1911  [2016-02-11].
- Dieck, Herman. . Philadelphia, Chicago, and St. Louis: National Publishing Company. 1885.
- Gray, J. A. C. . Annapolis, Maryland: United States Naval Institute. 1960. ISBN 978-0-87021-074-7.
- Johnson, Robert Erwin.  Reprint. Ayer Publishing. 1980  [2016-02-11]. ISBN 978-0-405-13040-3.
- Schley, Winfield Scott. . New York: D. Appleton and Company. 1904-09. ISBN 978-0-548-23465-5.
- Schley, Winfield Scott; Soley, J. R. . New York: Charles Scribner's Sons. 1885.